# Беник, Людвиг
Людвиг Беник (15 ноября 1874, Грибен, Мекленбург-Передняя Померания — 29 марта 1951, Любек, Шлезвиг-Гольштейн) — немецкий энтомолог.

## Биография
После окончания школы Беник до 1895 года работал учителем начальной школы. В 1905/06 годах посещал курсы в Лейпциге, чтобы получить должность учителя средней школы. В 1907 году он поступил в Учительскую семинарию Любека в качестве преподавателя семинара. После её закрытия в 1925 году он с 1926 по 1934 год преподавал в Гимназии Святого Иоганна.
С 1920 года он был по совместительству куратором Музея естественной истории и Мьюзеума ам Дом, ныне Музей природы и окружающей среды Любека. Благодаря пожертвованиям от Клары Лагерлёф из Нью-Йорка, дочери куратора Генриха Ленца, умершего в 1913 году, Беник смог реорганизовать отдел естественной истории Любека в период гиперинфляции. С 1934 года Беник возглавлял государственное управление по охране памятников природы и создал отдел музея, посвящённый доисторической эпохе. Он был членом Совета памятников Любека и председателем Ассоциации по охране местной истории, основанной Вильгельмом Онезорге как филиал Общества содействия благотворительной деятельности до 1936 года.
Во время войны координировал выращивание шёлка в центральном школьном саду и школьных садах отдельных любекских школ для производства натурального шёлка.
Во время воздушного налёта на Любек в 1942 году музей был полностью разрушен, а вместе с ним и большая часть его научных трудов. После окончания войны в 1945 году Беник начал восстанавливать коллекции, в том числе с помощью дружественных музеев и коллекций естественной истории. Однако его надежды на быстрое восстановление музея не оправдались. Руины неоготического здания были снесены, а новый Музей природы и окружающей среды Любека был открыт только в 1960-х годах под руководством Готтхилфта фон Штудница.
Беник жил в районе Санкт-Юрген, и был похоронен на кладбище рядом с его часовней. В Бёнхаусе хранится портрет Беника, написанный Гертрудой Зимерс в 1945 году.

### Энтомология
Беник начал собирать и описывать жуков в раннем возрасте. Он считался ведущим специалистом по стафилинидам подсемейств Steninae, Megalopsidiinae и Euaesthetinae (Coleoptera).
В 1946 году, в день его 72-летия, Кильский университет присвоил ему звание почётного доктора.
Его сын Георг Беник (1901—1992) продолжил его исследования.
Коллекция отряда Coleoptera Беника, особенно Staphylinidae, была передана в Музей естественной истории Филда в Чикаго. Региональная часть позже перешла в Музей естественной истории Любека вместе с коллекцией его сына.

### Таксоны, описанные Беником
Беник описал 389 видов, в основном из рода Stenus, и 3 рода семейства Staphylinidae.
- Stenus trisulcatus L. Benick, 1913[10]
- Stenus velebiticus L. Benick, 1915
- Stenus kuennemanni L.Benick, 1917
- Stenus proprius L.Benick, 1921
- Stenus chobauti L.Benick, 1927
- Stenus connatus L.Benick, 1929
- Stenus cirrus L.Benick, 1940
- Bledius pechlaneri L.Benick, 1943